# Tomasz Kucharski
Tomasz Bogusław Kucharski (født 16. februar 1974 i Gorzów Wielkopolski) er en polsk roer og dobbelt olympisk guldvinder.

## Karriere
Kurcharski kom i 1997 til at ro letvægtsdobbeltsculler sammen med Robert Sycz. Det var en succes fra første sæson, da duoen blev verdensmestre samme år, en bedrift de gentog året efter.
Kucharski og Sycz blev regnet blandt favoritterne ved OL 2000 i Sydney, og de vandt da også sikkert både deres indledende heat og deres semifinale. I finalen lagde polakkerne sig i spidsen fra løbets begyndelse, og her blev de, så de sikrede sig guldet, mens italienerne Elia Luini og Leonardo Pettinari fik sølv og franskmændene Pascal Touron og Thibaud Chapelle bronze.
Kucharski og Sycz vandt derpå VM-sølv hvert af de tre følgende år, alle tre gange efter Luini og Pettinari. Disse to nationer var derfor blandt de helt store favoritter ved OL 2004 i Athen, men begge blev besejret i indledende heat (polakkerne af danskerne Mads Rasmussen og Rasmus Quist) og måtte dermed igennem opsamlingsheats, hvilket begge klarede. I semifinalerne blev italienerne overraskende elimineret, mens polakkerne vandt deres heat, og i finalen lagde de sig i spidsen fra start, og der blev de og sikrede sig et nyt sæt guldmedaljer, mens franskmændene Frédéric Dufour og Pascal Touron fik sølv og grækerne Vasilios Polymeros og Nikos Skiathitis fik bronze.
Kucharski og Sycz fortsatte med at ro sammen nogle år, men indstillede karrieren inden OL 2008 i Beijing.